# James Juvenal
James Benner Juvenal, ameriški veslač, * 12. januar 1874, † 2. september 1942.
Juvenal je za ZDA nastopil na Poletnih olimpijskih igrah 1900 in 1904.
Leta 1900 je bil član ameriškega osmerca kluba Vesper Boat Club, ki je osvojil zlato medaljo, štiri leta kasneje pa je v enojcu osvojil srebro.